# ميغيل فارغاس (سياسي)
ميغيل فارغاس هو مهندس وشخصية أعمال ومهندس مدني وسياسي دومينيكاني، ولد في 26 سبتمبر 1950 في سانتو دومينغو في جمهورية الدومينيكان. حزبياً، نشط في Dominican Revolutionary Party ‏.